# Слайково
Слайково (пол. Słajkowo) — село в Польщі, у гміні Хочево Вейгеровського повіту Поморського воєводства.
Населення — 93 особи (2011).
У 1975-1998 роках село належало до Гданського воєводства.

## Демографія
Демографічна структура станом на 31 березня 2011 року:
|          | Загалом | Допрацездатний вік | Працездатний вік | Постпрацездатний вік |
| -------- | ------- | ------------------ | ---------------- | -------------------- |
| Чоловіки | 42      | 9                  | 29               | 4                    |
| Жінки    | 51      | 14                 | 27               | 10                   |
| Разом    | 93      | 23                 | 56               | 14                   |